# 孔祥祯
孔祥祯（1904年11月15日—1986年10月26日），又作孔祥桢，山西省晋城县巴公镇北堆村人，祖籍山東曲阜，中华人民共和国政治人物，曾任交通部、轻工业部党组书记，孔子第七十五代孙。

## 生平
1904年生于山西省晋城县巴公镇北堆村。父亲孔繁章是一个店员，在孔祥桢出生后一年多便病故。孔祥桢随勤劳持家的母亲长大。1912年开始在本村小学读书。1919年在晋城县立高小、1922年在晋城获泽中学读书，就接受进步思想，积极参加爱国学生运动。1925年11月经周玉麟（周麒书）、陈立志介绍，在晋城第一个加入中国共产党。入党后在中共太原地方执行委员会领导下做地下工作。1926年初在太原第一高中工作，同年2月至8月在太原地执委（中共山西省委前身）任秘书。1926年9月至1930年7月，赴苏联莫斯科中山大学和列宁格勒军政学院学习，钻研马列主义革命理论和军事指挥知识。1930年8月回国后任陕北特委军委书记，和谢子长等开展游击战争。1931年4月至1931年7月任唐山市委军委书记。1931年7月，到北平找河北省委汇报工作时被捕， 8月被转押到陆海空军副司令（张学良）行营军法处，9月被押送到北平军人反省分院（草岚子监狱）。在狱中秘密成立了中共党支部，孔老被推选为党支部书记。1933年初，申请保外就医，病愈后回晋城休养。出狱后，分配到太原市工作，后调北平工作。1934年9月，在中共北方局的领导下，积极参与了创办《世界论坛》及《国际政治》等进步刊物，广泛宣传党的抗日主张和革命理论。1936年，北方局得知草岚子监狱中有一批党员一直被关押，北方局同意狱中的人员可以履行国民党有关自首手续出狱，考虑到孔祥祯对狱中情况比较熟悉，柯庆施通知徐冰，并由徐冰通知孔祥祯代表党组织前往狱中传达这一决定。孔祥桢两次向狱中送达党组织的指示，最终成功营救61人出狱。1936年后半年调西安市张学良的东北军学兵队任教官，后到杨虎城系的第三十八军做高级参议兼茅津渡干部训练班教育主任，1942年6月任一二九师情报处长。1943年10月，孔祥桢到中共北方局党校参加整风学习。审干阶段，孔祥桢接替谢富治担任学习组长。1944年调皮定均、徐子荣豫西支队任政治部副主任、统战部长兼宣传部长等职。
抗日战争胜利后，1945年11月随王树声到了宣化店。李先念任命孔祥桢为新四军第五师临时交际处副处长。1946年6月23日中原突围前夕，经组织决定，孔祥桢换了便衣经地下交通的帮助，乘火车转移到邯郸的中共晋冀鲁豫中央局，任晋冀鲁豫中央局城工部部长。1947年8月随刘邓大军千里跃进大别山，任汝南地委书记，1948年8月任中共中央中原局常委兼组织部副部长，重点仍然是做国民党军的策反工作。
1949年中华人民共和国成立后，历任中共中央中南局常委兼组织部副部长、劳动部部长、城工部部长、中南总工会主席。1954年12月，任国家建委党组副书记、副主任。1957年2月，任交通部副部长、党组书记。1958年下半年，国务院六办撤销，王首道回交通部任部长、党组书记，孔祥桢改任党组副书记，主持常务工作。1960年3月，任轻工业部第一副部长、党组书记等职。
文化大革命期间，因受六十一人叛徒集团案牵连而遭受迫害，在秦城监狱中被关8年之久，并因身体受摧残而导致下肢瘫痪。1975年被流放至湖北宜昌。文革结束后于1978年平反。1978年12月，在中共十一届三中全会当选中纪委常委。1986年10月26日在北京逝世。
他还是中共八大代表，第一届全国人大代表，第三届全国政协委员，第四至六届全国政协常委。